# Pat Rice
Patrick James Rice (ur. 17 marca 1949 w Belfaście, Irlandia Północna) – piłkarz grający na pozycji obrońcy, asystent Arsène Wengera w Arsenalu. W reprezentacji Irlandii Północnej zaliczył 49 występów.
10 maja 2012 Arsene Wenger podał do publicznej wiadomości, że po zakończeniu sezonu 2011/12 Pat Rice przechodzi na emeryturę. Jego następcą został Steve Bould, dotychczasowy trener kadry Arsenalu U-18. W grudniu 2012 został odznaczony Orderem Imperium Brytyjskiego za zasługi dla sportu.